# Episodi di Taken (prima stagione)
La prima stagione della serie televisiva Taken è stata trasmessa in prima visione negli Stati Uniti da NBC dal 27 febbraio al 1º maggio 2017.
In Italia la stagione è stata trasmessa in prima visione a pagamento da Premium Crime, canale della piattaforma Mediaset Premium, dal 22 settembre al 24 novembre 2017; in chiaro è stata trasmessa da 20 dal 15 aprile 2018.
| n° | Titolo originale  | Titolo italiano      | Prima TV USA     | Prima TV Italia   |
| -- | ----------------- | -------------------- | ---------------- | ----------------- |
| 1  | Pilot             | L'esca perfetta      | 27 febbraio 2017 | 22 settembre 2017 |
| 2  | Ready             | Sono pronto!         | 6 marzo 2017     | 29 settembre 2017 |
| 3  | Off Side          | Fuori gioco          | 13 marzo 2017    | 6 ottobre 2017    |
| 4  | Mattie G          | Mattie G.            | 20 marzo 2017    | 13 ottobre 2017   |
| 5  | A Clockwork Swiss | Un orologio svizzero | 27 marzo 2017    | 20 ottobre 2017   |
| 6  | Hail Mary         | La spia              | 3 aprile 2017    | 27 ottobre 2017   |
| 7  | Solo              | Solo                 | 10 aprile 2017   | 3 novembre 2017   |
| 8  | Leah              | Leah                 | 17 aprile 2017   | 10 novembre 2017  |
| 9  | Gone              | Scomparso            | 24 aprile 2017   | 17 novembre 2017  |
| 10 | I Surrender       | Mi arrendo           | 1º maggio 2017   | 24 novembre 2017  |